# محوطه کالفی
محوطه کالفی مربوط به دوران‌های تاریخی پس از اسلام است و در شهرستان قزوین، بخش الموت، روستای آوه واقع شده و این اثر در تاریخ ۱۹ اسفند ۱۳۸۰ با شمارهٔ ثبت ۴۹۷۷ به‌عنوان یکی از آثار ملی ایران به ثبت رسیده‌است.